# Paul Grundmark
Anders Paulus Grundmark, känd som Paul Grundmark, född 29 mars 1887 i Långstad Grums församling i Värmlands län, död 21 november 1972 i Karlstads domkyrkoförsamling, var en svensk målare.
Grundmark studerade konst vid Berggren & Larssons Konstskola i Stockholm 1922 samt egna studier i Tyskland 1923.
Tillsammans med David Söderholm ställde han ut på Gummesons konstgalleri i Stockholm i mars 1929, och tillsammans med Thor Fagerkvist och Gunhild Fryklund på Värmlands museum 1929. Han har därefter deltagit i utställningar i Göteborg, Stockholm, Uppsala med flera orter. 
Hans konst bestod av landskapsmotiv från Värmland ofta i en brunstämd kolorit. 
Grundmark finns representerad i Filipstads kommuns konstsamling och Värmlands museum